# Interestatal 459 (Alabama)
La Interestatal 459 (abreviada I-459) es una autopista interestatal ubicada en el estado de Alabama. La autopista inicia en el Sur desde la I-20/I-59 cerca de Bessemer hacia el Norte en la I-59  cerca de Trussville, AL. La autopista tiene una longitud de 52,8 km (32.8 mi).

## Mantenimiento
Al igual que las carreteras estatales, las carreteras federales, la Interestatal 459 es administrada y mantenida por el Departamento de Transporte de Alabama por sus siglas en inglés ALDOT.

## Cruces
La Interestatal 459 es atravesada principalmente por la 
- AL 150     en Hoover
- US 31 en Hoover
- I-65 en Hoover
- US 280 en Birmingham
- I-20 en Irondale
- US 11 en Trussville.